# Jutalomutazás
A Jutalomutazás Dárday István 1975-ben bemutatott filmszatírája, Simai Mária és Borsi József főszereplésével.

## Cselekmény
Az amatőr szereplőkkel felvett filmben egy kisfiút a szülei nem engednek el a jól megérdemelt angliai jutalomutazásra. Helyette a szervezők kénytelenek a egy másik kislányt útnak indítani  – egy olyan személyt, aki semmiben nem felel meg a követelményeknek.

## Díjai, elismerései
- Mannheim-Heidelbergi Filmfesztivál – nagydíj (1975)